# Саньион
Саньион (кит. трад. 新義安, палл. Синьиань, англ. Sun Yee On; также Сан-И-Он, Фуисин) — крупнейшая и одна из самых влиятельных триад Гонконга. С китайского переводится как «Новая праведность и мир». Также известна под именем Генеральной ассоциации промышленности и торговли «Фуи» (или Коммерческой и промышленной гильдии «Счастье и справедливость»).

## История
Триада «Саньион» основана в Гонконге в 1919 году выходцем из Чаочжоу Хёнг Чином. В 50-х годах он был депортирован на Тайвань, откуда продолжал руководить своей организацией. После смерти основателя «Саньион» руководство триадой перешло к его старшему сыну Хёнг Ваиму, работавшему юристом.
В феврале 1986 года бывший полицейский Энтони Чунг, ставший членом «Саньион», попросил защиты у полиции Гонконга и согласился сдать Хёнг Ва-има. Его показания привели к тому, что в апреле 1987 года полицейские арестовали 11 гангстеров, а во время обыска в адвокатском бюро Ва-има обнаружили список 900 членов «Саньион». В октябре 1987 года Хёнг Ва-им и пятеро его подручных предстали перед судом, а Энтони Чунг выступил главным свидетелем. В январе 1988 года суд присяжных признал Ва-има и его сообщников виновными и приговорил босса «Саньион» к семи с половиной годам заключения.
В августе 2009 года возле гонконгского отеля «Шангри-Ла» был убит один из боссов триады «Саньион» Ли Тайлун.

## Структура

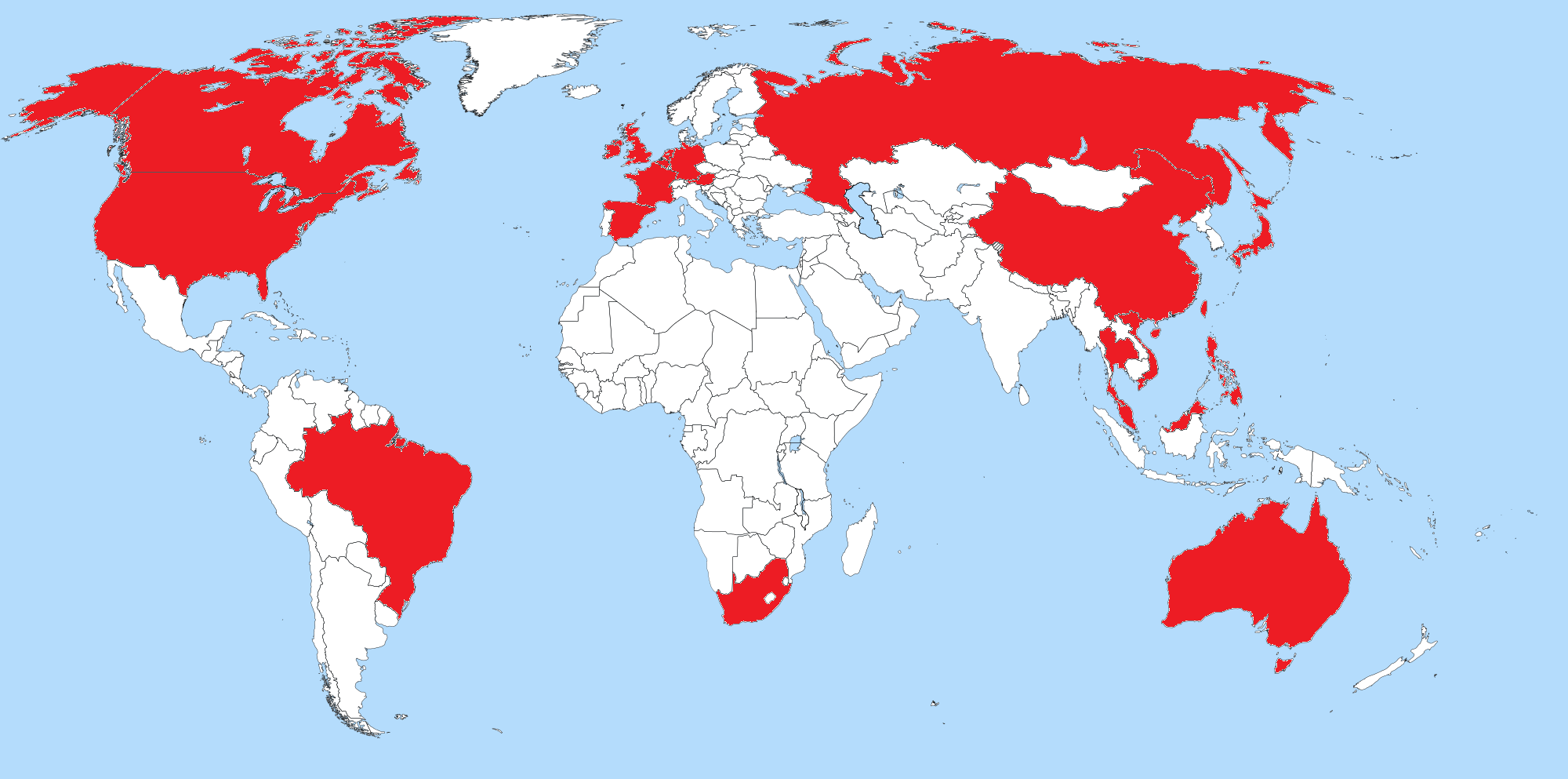
Распространение Саньион в мире (2018)

По состоянию на 2010 год «Саньион» насчитывала в своих рядах более 40 тыс. членов. Наибольшую активность триада проявляет в Гонконге, Китае (Гуандун), Великобритании, Франции, Бельгии и Нидерландах. Кроме того, «Саньион» влиятельна среди китайских диаспор в США (Нью-Йорк, Сан-Франциско, Лос-Анджелес и Майами), Канаде, Таиланде, Австралии, Центральной Америки, Испании, Германии, Австрии, Чехии и России.
Имея обширные коррумпированные связи среди китайских чиновников и полицейских, «Саньион» занимается производством и сбытом контрафактной продукции, контрабандой, азартными играми, наркотиками, рэкетом, сутенерством и торговлей людьми, а именно курирует нелегальную иммиграцию китайцев в Европу и Америку. Почти вся проституция в районах Цимшацуй и Яуматэй (округ Яучиммон) находится под контролем «Саньион». Среди основных конкурентов «Саньион» значатся триады «14К», «Вохопто» и «Вошинво».

### Основные подгруппы «Сунъион»
- Chiu Kwong She (潮光社)
- Chiu Luen Yee (潮聯義)
- Chung Chau Yuet (中秋月)
- Chung Sun Tong (忠信堂)
- Hoi Luk Fung (海陸豐互助社)
- King Yee (敬義)
- Sam Shing She (三聖社)
- Tai Ho Choi (大好彩)
- Yat Lo Fat (一路发幫)
- Yee Kwan (義群)
- Yee Shing Tong (義勝堂)